# 허브 제프리스

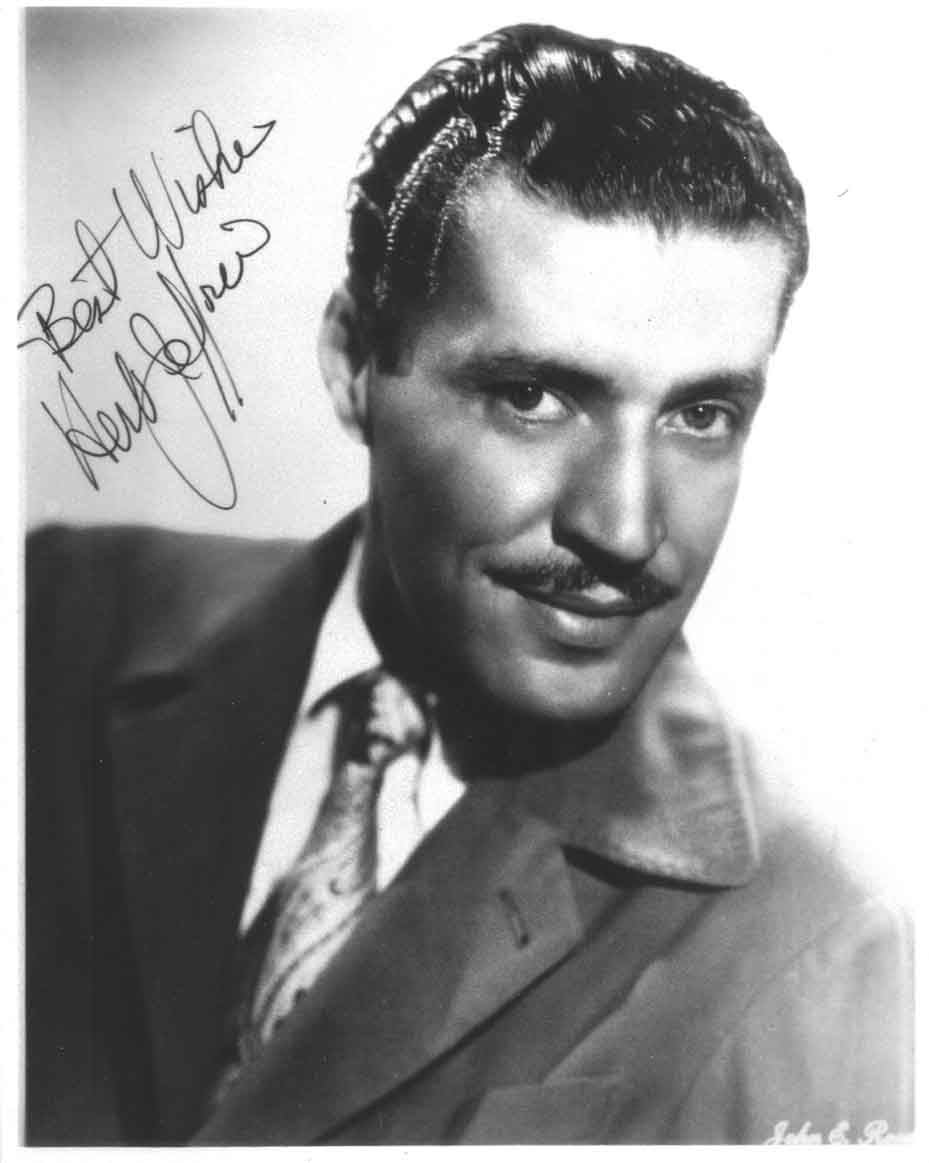

허브 제프리스(영어: Herb Jeffries, 1913년 9월 24일 ~ 2014년 5월 25일)는 미국의 배우, 가수이다.
디트로이트에서 태어났다.

## 영화
- 하와이 5-0수사대 (1968년)
- 리듬 앤 블루 레뷔 (1955년)